# Lijst van voetbalinterlands België - Bosnië en Herzegovina
Deze lijst van voetbalinterlands is een overzicht van alle officiële voetbalwedstrijden tussen de nationale teams van België en Bosnië en Herzegovina. De landen speelden tot op heden acht keer tegen elkaar. Het eerste duel, een kwalificatiewedstrijd voor het Wereldkampioenschap voetbal 2006, werd gespeeld op 26 maart 2005 in Brussel. De laatste ontmoeting, een kwalificatiewedstrijd voor het Wereldkampioenschap voetbal 2018, vond plaats in Sarajevo op 7 oktober 2017.

## Wedstrijden
| № | Plaats   | Datum            | Competitie           | Wedstrijd                      | Uitslag |
| - | -------- | ---------------- | -------------------- | ------------------------------ | ------- |
| 1 | Brussel  | 26 maart 2005    | WK 2006 kwalificatie | België – Bosnië en Herzegovina | 4 – 1   |
| 2 | Zenica   | 3 september 2005 | WK 2006 kwalificatie | Bosnië en Herzegovina – België | 1 – 0   |
| 3 | Genk     | 28 maart 2009    | WK 2010 kwalificatie | België – Bosnië en Herzegovina | 2 – 4   |
| 4 | Zenica   | 1 april 2009     | WK 2010 kwalificatie | Bosnië en Herzegovina – België | 2 – 1   |
| 5 | Zenica   | 13 oktober 2014  | EK 2016 kwalificatie | Bosnië en Herzegovina − België | 1 − 1   |
| 6 | Brussel  | 3 september 2015 | EK 2016 kwalificatie | België – Bosnië en Herzegovina | 3 − 1   |
| 7 | Brussel  | 7 oktober 2016   | WK 2018 kwalificatie | België − Bosnië en Herzegovina | 4 − 0   |
| 8 | Sarajevo | 7 oktober 2017   | WK 2018 kwalificatie | Bosnië en Herzegovina − België | 3 − 4   |

## Samenvatting
| Competitie      | Totaal gespeeld | Winst België | Gelijk | Winst Bosnië en Her. | Doelsaldo België – Bosnië en Herz. |
| --------------- | --------------- | ------------ | ------ | -------------------- | ---------------------------------- |
| WK-kwalificatie | 6               | 3            | 0      | 3                    | 15 − 11                            |
| EK-kwalificatie | 2               | 1            | 1      | 0                    | 4 − 2                              |
| Totaal          | 8               | 4            | 1      | 3                    | 19 − 13                            |

Wedstrijden bepaald door strafschoppen worden, in lijn met de FIFA, als een gelijkspel gerekend.

## Details

### Eerste ontmoeting
| WK 2006 kwalificatie (Brussel, België, 26 maart 2005):               |       |                       |
| België                                                               | 4 – 1 | Bosnië en Herzegovina |
| Émile Mpenza 15' Koen Daerden 44' Émile Mpenza 54' Thomas Buffel 77' | goals | 1' Elvir Bolić        |

### Tweede ontmoeting
| WK 2006 kwalificatie (Zenica, Bosnië en Herzegovina, 3 september 2005): |       |        |
| Bosnië en Herzegovina                                                   | 1 – 0 | België |
| Sergej Barbarez 62'                                                     | goals |        |

### Derde ontmoeting
| WK 2010 kwalificatie (Genk, België, 28 maart 2009):                             |       |                                                                             |
| België                                                                          | 2 – 4 | Bosnië en Herzegovina                                                       |
| Mousa Dembélé 67' Wesley Sonck 89' (pen.)                                       | goals | 11' Edin Džeko 74' Sanel Jahić 81' Zlatan Bajramović 86' Zvjezdan Misimović |
| - Debuut van doelman Nemanja Supić (FK Javor Ivanjica) voor Bosnië-Herzegovina. |       |                                                                             |

### Vierde ontmoeting
| WK 2010 kwalificatie (Zenica, Bosnië en Herzegovina, 1 april 2009): |       |                 |
| Bosnië en Herzegovina                                               | 2 – 1 | België          |
| Edin Džeko 12' Edin Džeko 20'                                       | goals | 88' Gill Swerts |

### Vijfde ontmoeting
| EK 2016 kwalificatie (scheidsrechter Luca Banti, Zenica, 13 oktober 2014):                                                                                  |              | |
| Bosnië en Herzegovina | 1 – 1        | België |
| Edin Džeko 28' | goals        | 51' Radja Nainggolan |
| Safet Sušić | bondscoach   | Marc Wilmots |
| Asmir Begović Mensur Mujdža Toni Šunjić Muhamed Bešić Haris Međunjanin Anel Hadžić Miralem Pjanić Senad Lulić Tino-Sven Sušić 72' Vedad Ibišević Edin Džeko | opstellingen | Thibaut Courtois Vincent Kompany Jan Vertonghen Nicolas Lombaerts Toby Alderweireld 78' Steven Defour Radja Nainggolan Eden Hazard Kevin De Bruyne 57' Romelu Lukaku Divock Origi |
| Edin Višća 72' | wissels      | 57' Dries Mertens 78' Marouane Fellaini |
| | gele kaarten | 88' Vincent Kompany |